# 東港溪攔河堰
東港溪攔河堰（英文：Donggang River Weir）為一座位在臺灣東港溪下游的攔河堰，位處屏東縣新園鄉港西村，故又稱為港西攔河堰，目前由臺灣自來水公司的港西抽水站進行管理與維護。

## 沿革

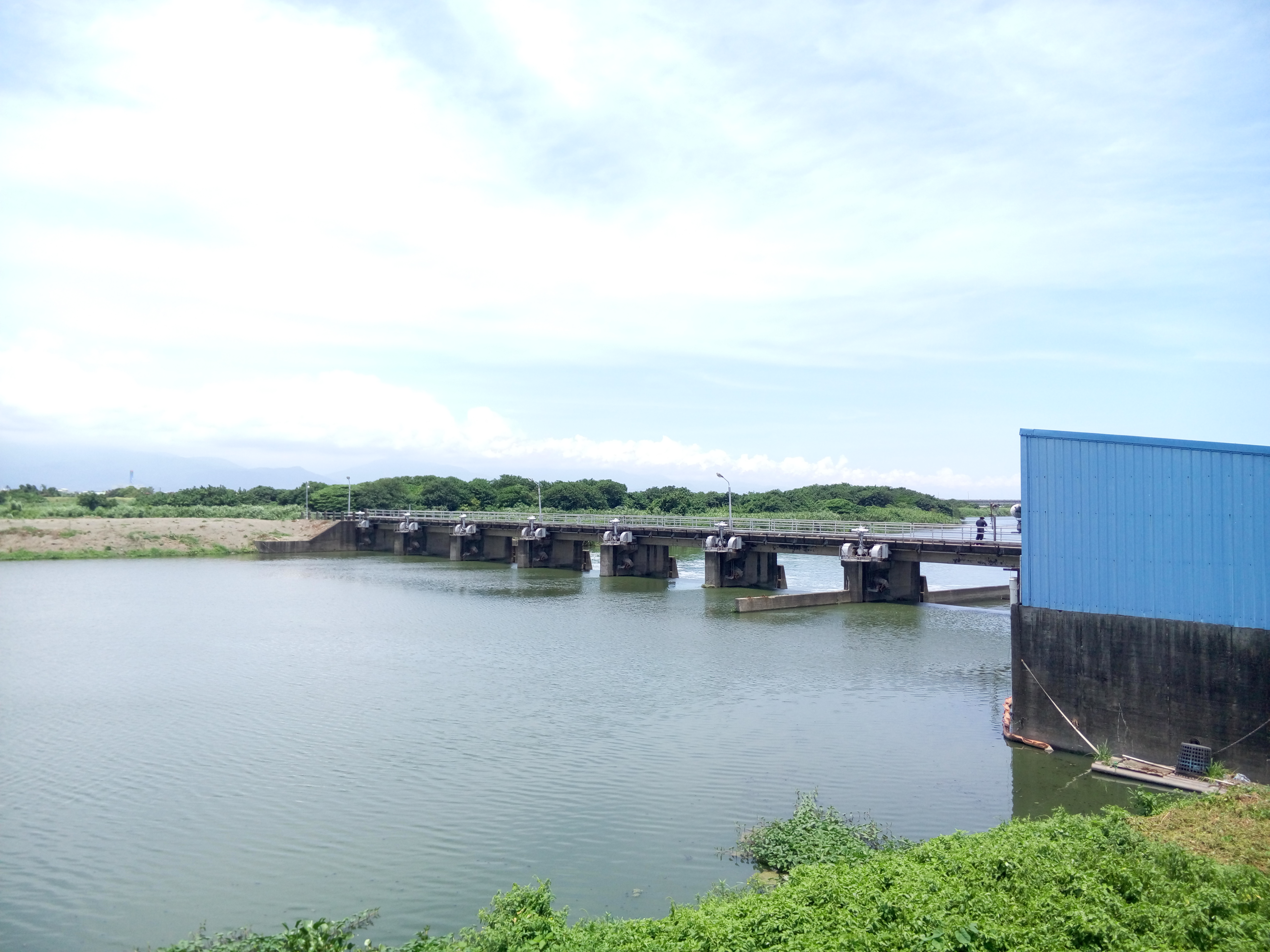
東港溪攔河堰上游處

東港溪攔河堰最早由臺灣自來水公司委託當時的臺灣省政府水利局進行設計與施工，並於1975年（民國64年）11月開始施工，於1976年（民國65年）7月完工，其興建目的在於防潮以及將東港溪之溪水由港西抽水站抽送往鳳山給水廠進行淨化，然後再送至一旁的鳳山水庫進行儲存。
然而因擷取之東港溪溪水已在其河道下游處，水質惡劣，並且優養化嚴重，故目前東港溪溪水以及鳳山水庫之儲存水皆僅供應高雄地區之工業區工業用水，無供應民生用水。

## 參數

### 管理
- 設計單位：臺灣省政府水利局[2]
- 興建單位：臺灣省政府水利局[2]
- 管理單位：臺灣自來水公司[2]
- 興建年代：1975年（民國64年）11月[4]
- 啟用年代：1976年（民國65年）7月[4]

### 取水
- 取水方式：調節閘門，寬3.00公尺 x 高16.00公尺（共4門）[1]
- 最大取水量：每秒8.5立方公尺[1]

## 未來展望
該計畫並非以改善東港溪水質做為主要之目的，而其最主要之目的是在於為提升東港溪攔河堰港西抽水站的取水品質。依計畫之需求，預計將新建進水口（擷取較佳之東港溪溪水）以及污水截流（截流港西抽水站上游之污染物質及漂流垃圾），以港西抽水站取水水質達乙類水體為最終之計畫目標。

## 資料來源
1. 1 2 3 4 5 6 7  黃文政. . 國立臺灣海洋大學河海工程研究所. 2001年7月26日  [2015-07-03]. （原始内容存档于2009-11-24） （中文（臺灣））.
2. 1 2 3 4 5 6   (PDF). 中興工程設計研究發展基金會.   [2015-07-03]. （原始内容存档 (PDF)于2016-09-10） （中文（臺灣））.
3. ↑  . 經濟部水利署 e河川主題網.   [2015-07-03] （中文（臺灣））.[]
4. 1 2  . 淡江大學水資源與管理政策中心.   [2015-07-03] （中文（臺灣））.[永久]
5. ↑  . 經濟部水利署南區水資源局.   [2015-07-03]. （原始内容存档于2018-10-05） （中文（臺灣））.

## 外部連結
- 臺灣自來水公司第七區管理處 （页面存档备份，存于）（繁體中文）